# Худима, Марчел Дамианович
Марчел Дамианович Худима (рум. Marcel Hudima; 7 апреля 1990, Кишинёв, Молдавия) — молдавский хоккеист, крайний нападающий. Выступает за клуб  «Юкселиш» .

## Биография
Марчел начал заниматься хоккеем в возрасте 12 лет, он начал профессиональную карьеру в команде «Полис Академиси». В настоящее время он играет за турецкую хоккейную команду «Юкселиш», и в то же время он помощник тренера. Матчи в плей-офф, Лига 1 в Турции, хоккейная команда «Юкселиш», заняла третье место в сезоне 2011-2012.

## Достижения

### Командные
Турецкая Первая лига по хоккею
| Год  | Команда      | Достижение                         |
| ---- | ------------ | ---------------------------------- |
| 2012 | ХК «Юкселиш» | Бронзовый призёр чемпионата Турции |